# Flaga Eswatini
Flaga Eswatini została uchwalona 6 października 1968.

## Opis
Barwa czerwona na fladze symbolizuje minione bitwy, niebieska pokój i stateczność, żółta bogactwa naturalne Eswatini. Punktem centralnym na fladze jest tarcza Nguni wraz z dwiema włóczniami, symbolizującymi obronę przed wrogami kraju. Barwy tarczy, biała i czarna, wskazuje na to, że w kraju żyją ze sobą w zgodzie ludzie rasy białej i czarnej.

## Historyczne wersje flagi

Flaga Suazi z lat 1890–1894
Flaga Suazi z lat 1894–1902
Flaga Suazi z lat 1968–2011